# Typhula todei
Typhula todei är en svampart som beskrevs av Fr. 1815. Typhula todei ingår i släktet Typhula och familjen trådklubbor.  Arten är reproducerande i Sverige. Inga underarter finns listade i Catalogue of Life.